# Firelight (singolo)
Firelight è un singolo del gruppo musicale symphonic metal olandese Within Temptation, pubblicato il 23 novembre 2018 in anticipazione del settimo album della band, Resist. La traccia ha visto la collaborazione di Jasper Steverlinck, frontman degli Arid.

## Pubblicazione
Il brano era stato inizialmente pensato per il progetto da solista lanciato da Sharon den Adel, voce del gruppo e co-autrice di gran parte dei suoi brani, culminato poi nella pubblicazione dell'album My Indigo. Den Adel tuttavia sentì la traccia come "troppo cupa", e la escluse quindi dall'album. Dopo aver incontrato Jasper Steverlinck, frontman e voce degli Arid, in un programma televisivo fiammingo il gruppo decise di riprendere il brano e, dopo alcuni aggiustamenti, aggiungerlo alle tracce del settimo album della band: Resist.
Il singolo è stato pubblicato il 23 novembre 2018 come terzo estratto dall'album, che fu poi pubblicato il 1º febbraio 2019. Esso è stato reso disponibile con un video pubblicato sul canale ufficiale YouTube del gruppo oltre che sulle principali piattaforme di streaming e download digitale.

## Descrizione
Stando alla rivista britannica Metal Hammer, la traccia oscilla tra il gothic metal mistico e il folk scuro.

## Tracce
Testi e musiche di Sharon den Adel, Daniel Gibson, Sarah De Courcy Astos e Daniel Barkman.
1. Firelight (feat. Jasper Steverlinck) – 3:50

## Formazione
- Sharon den Adel - voce
- Jasper Steverlinck - voce
- Ruud Jolie - chitarra elettrica
- Stefan Helleblad - chitarra elettrica
- Martijn Spierenburg - tastiera elettronica
- Mike Coolen - batteria
- Jeroen van Veen - basso elettrico
- Robert Westerholt - chitarra elettrica
- Daniel Gibson - produzione
- Mathijs Tieken - produzione